# Trainera

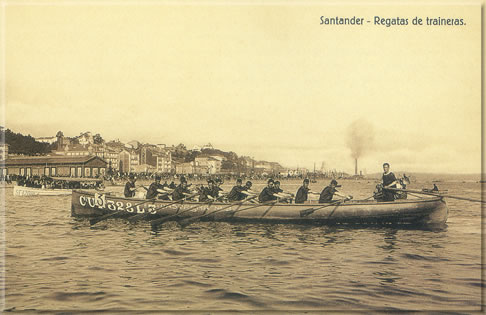
Panorámica de una trainera de competición durante una regata en la bahía de Santander (Cantabria), a comienzos del.

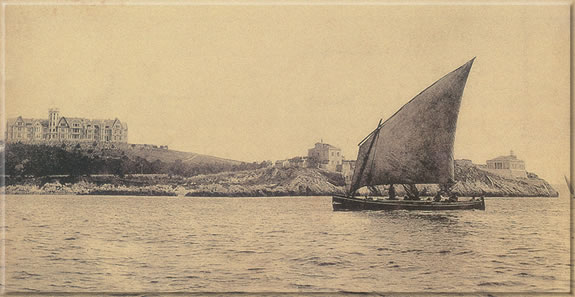
Trainera de pescadores surcando la bahía de Santander, en Cantabria, a comienzos del.

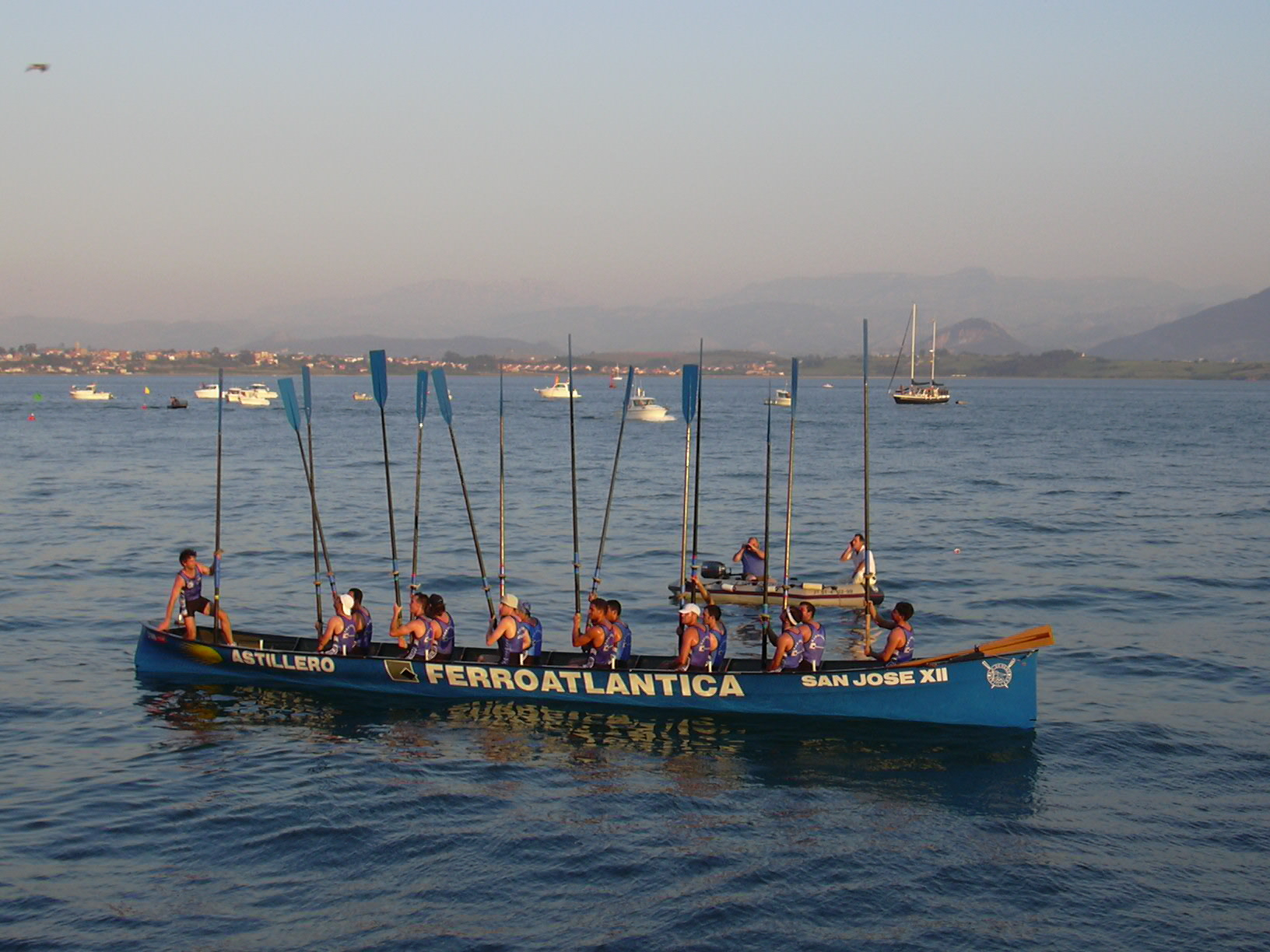
Trainera San José XII de Astillero celebrando una victoria en Santander. Desde los años 90 del siglo XX las embarcaciones y remos de fibra de carbono han sustituido a la madera en la alta competición.

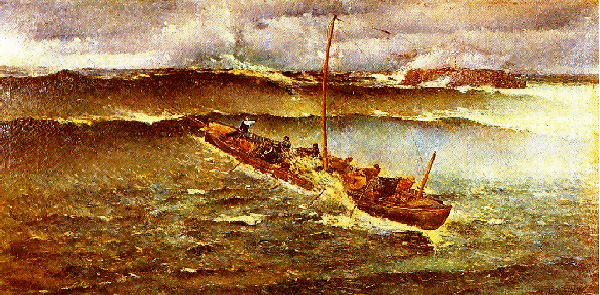
¡Jesús y adentro!, pintura de finales del siglo XIX de Fernando Pérez del Camino representando una trainera de pescadores santanderinos intentado ganar el puerto durante un temporal en el mar Cantábrico.

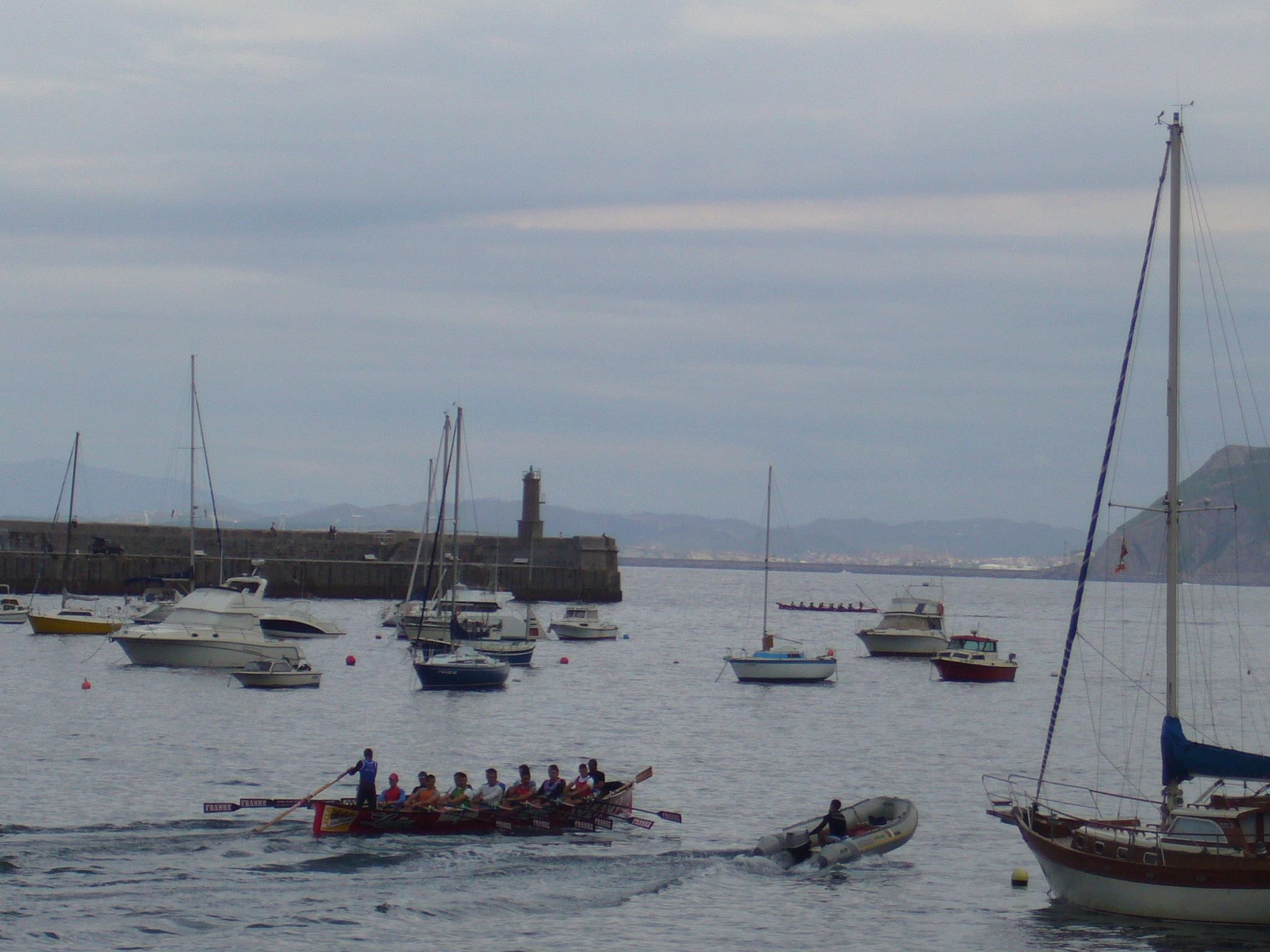
Una trainera en el puerto de Castro-Urdiales, en Cantabria.

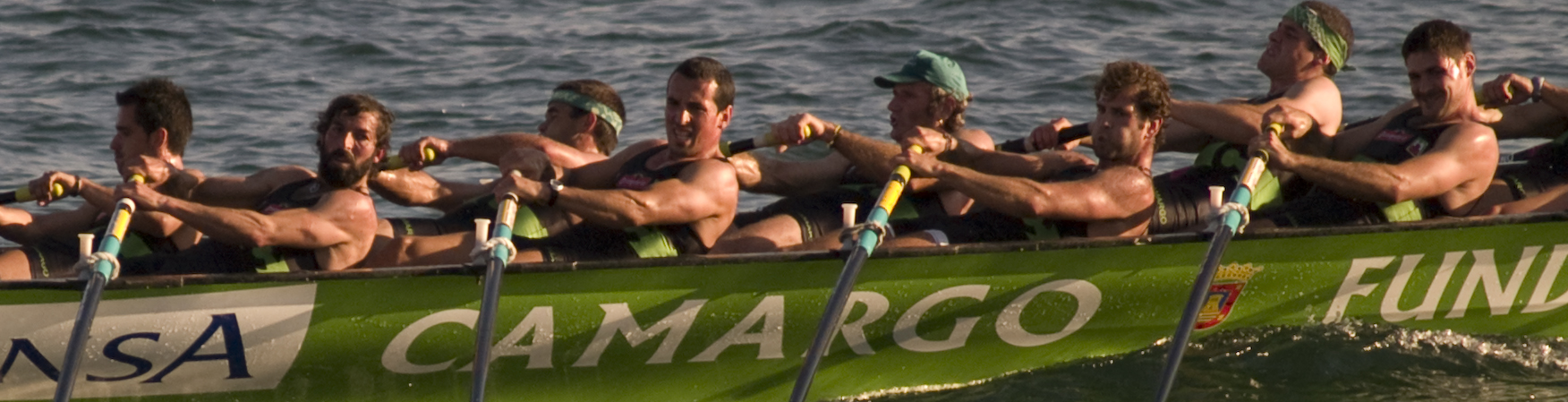
Remeros del Club de Remo Valle de Camargo en una regata

Una trainera es, originalmente, una embarcación propia de la costa cantábrica española, impulsada a  remo y a veces a vela, antiguamente dedicada a la pesca, pero hoy día, con modificaciones de aligeramiento, al deporte de regatas a remo. De líneas finas, proa alzada y popa redonda, resistía muy bien las olas del mar Cantábrico.
Su nombre deriva de la palabra «traína» o «traíña», que es una red de malla muy tupida utilizada para las capturas, sobre todo, de anchoa y sardina.

## Etimología
Dependiendo del idioma, el término trainera puede cambiar, e incluso variar en el mismo idioma. El término trainera se utiliza en español, pero en 1920 se denominaba treñera. Este término deriva de la palabra traína, una red para pescar sardinas. A su vez, esta proviene del latín tragināre, que significa arrastrar.

## Historia
Tras el tratado de Utrecht en 1714 solo los barcos ingleses y neerlandeses podían faenar en los caladeros de la isla de Terranova, por lo que se perdía la opción de pescar bacalao. Para subsistir tuvieron que pescar otro tipo de especies como la sardina, pero las técnicas empleadas eran todavía ineficientes. Se requería entonces una embarcación más rápida, y según Henri-Louis Duhamel du Monceau, esta chalupa se inventó alrededor del año 1750 en Fuenterrabía y permitía capturar sardinas con facilidad. Según Xabier Agote, estas chalupas citadas por Duhamel podían ser traineras.
Ramón Ojeda apunta también que el cambio se produjo en la misma fecha, debido a que en la zona de Fuenterrabía los controles gremiales eran más relajados, por el hecho de ser zona fronteriza. Desde allí se comenzó a pescar con redes de cerco y a utilizar lanchas sardineras más rápidas. Además, en Labort, los delegados del gobierno francés estimularon a los pescadores para dejar la pesca de bacalao y dedicarse a la sardina.

## Características
Las traineras son un claro ejemplo de cómo el uso de un instrumento de trabajo va desapareciendo con el paso del tiempo, dando lugar a la competición y al juego, pasando a ser hoy en día una embarcación deportiva de remo de banco fijo con una estricta reglamentación en cuanto a peso, dimensiones, etc.
Al comienzo del proceso de fabricación se aplica pintura en un molde de poliéster, del cual se consiguen dos partes que serán encoladas. Se colorea según las necesidades del contratante, y después se aplica la fibra de carbono, impregnada con resina de epoxy y una malla «panal de abeja». Todo ello se cierra, se realiza el vacío y se añade otra capa de fibra. Se unen las dos mitades y se añaden los elementos suplementarios (cuadernas, careles y sobrequilla).
Se realiza un plano a escala de la embarcación, basándose en unas medidas estándar de 12 m de eslora, 95 cm de proa, 75 cm de popa, 60,5 cm de puntal y 1,72 m de manga mínima. El peso de la embarcación cuando sale de la fábrica, sin despiece, debe ser de 185 kg y el total incluyendo toletes, bancadas y toleteras tiene que ser de 200 kg.
El material utilizado durante años fue la madera, principalmente de cedro y haya. Actualmente, el material usado es la fibra de carbono, mixtas entre carbono y kevlar, resinas epoxi y panel de abeja para realizar embarcaciones con técnicas de aeronáutica, similares a las aplicadas en la construcción del fuselaje del avión Airbus 380. La fabricación es en sándwich, con cuadernas de madera terciada reforzadas en fibra.
La embarcación es de una pieza y tiene más resistencia que anteriormente. La vida de una embarcación en un club importante suele ser dos o tres años. Una trainera, en el año 2008, tenía un precio aproximado de 25.000 euros, mientras que en 2014 era de 30 000 euros. Los remos, como las embarcaciones, eran de madera aunque, igual que la trainera, han evolucionado hasta la fibra de carbono.
En la actualidad, una tripulación de trainera está compuesta por trece remeros más un patrón. Los remeros están distribuidos en seis filas de dos remeros más el remero de proa, que va solo en su bancada anterior. En cada bancada, excepto en proa, un remero rema por babor y otro por estribor, haciéndolo «de espaldas», es decir, mirando hacia popa. El patrón, que comúnmente va de pie en la popa mirando a proa, es el que dirige la embarcación con el remo de patrón.
Únicamente participan en las regatas de traineras clubes representantes de toda la costa norte cantábrica: Galicia, Principado de Asturias, Cantabria, País Vasco y Pirineos Atlánticos; y aparte del correspondiente premio en metálico de cada regata, al club ganador tradicionalmente se le otorga una bandera de la localidad que acoge la competición o del patrocinador de la misma.

## Estructura

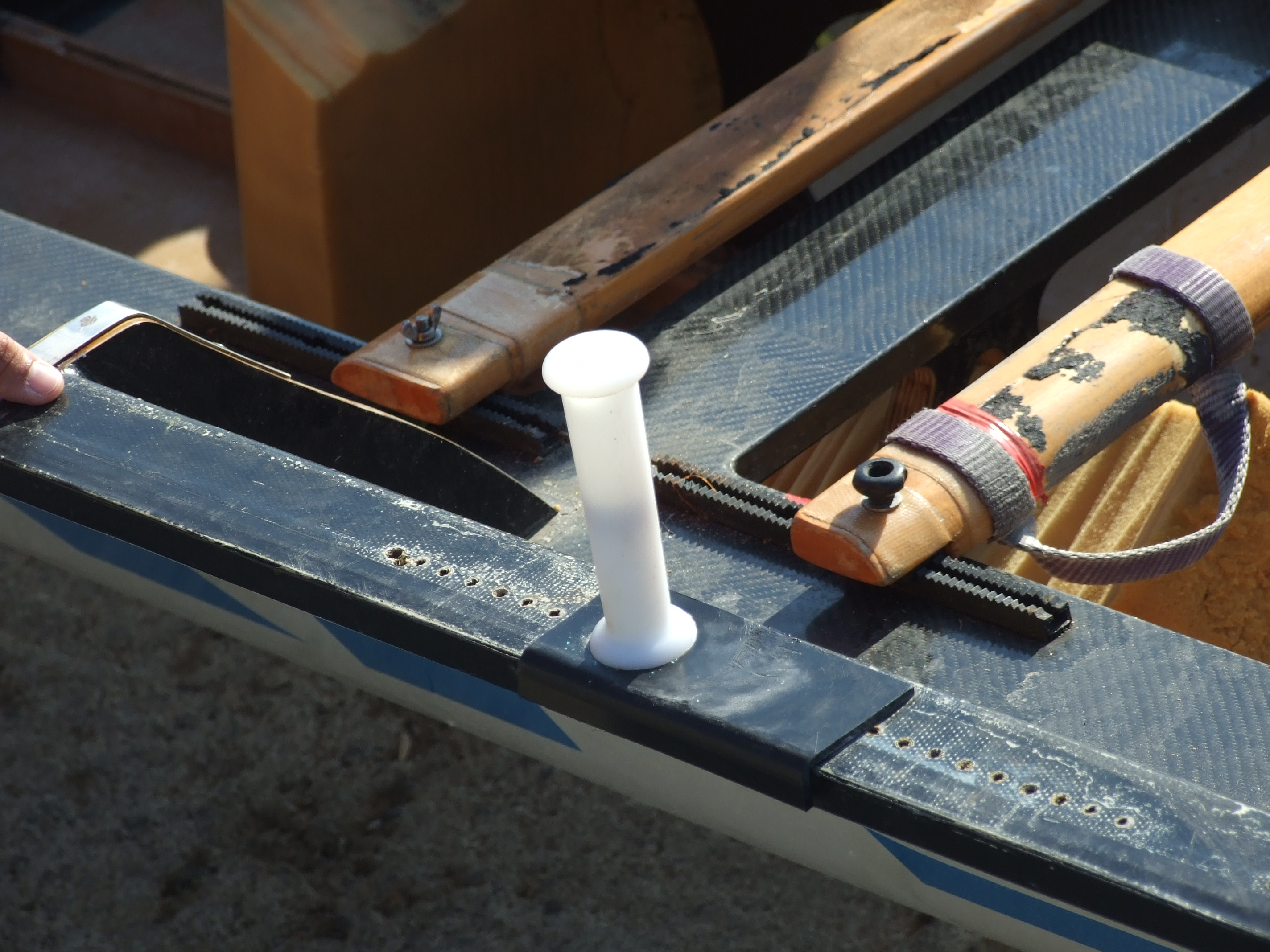
Tolete en una trainera y detrás una cremallera que está situada debajo de una bancada.

En el carel de la trainera se encuentran las toleteras, lugar donde se posicionan los toletes. Estos son varas de metal o de madera que se clavan en la mitad de su longitud sobre la regala de una embarcación. La utilidad que tiene el tolete es servir de punto de apoyo al remo.
La bancada es un tablón donde se sienta el remero, por lo que existe una para cada uno de ellos, trece en total. Está realizada de un material ligero, y debajo suele llevar pegadas unas cremalleras que ayudan a modificar su posición de una forma sencilla.

## Fabricantes
En 1916 la trainera de Guetaria se presentó con una embarcación construida en Motrico con un peso de 400 kg, cien menos que las de sus rivales. Desde 1920, Eusebio Lazkano, de Guetaria, y Víctor Arriola de Ondárroa fueron los mayores constructores de embarcaciones.
A comienzos de los años 40 comenzó a fabricar traineras Ikazeta, de Orio, pero en los años 80 fue sustituido por las traineras de Fontán, procedente de Pasajes. Olaziregi de Fuenterrabía también construyó alguna embarcación de banco fijo. En 1994, Pedro Cuesta, de Lugo, creó para Samertolameu de Meira una trainera en fibra de carbono, y a partir de entonces se impuso la fabricación en fibra, principalmente desde los astilleros Amilibia.

## Regatas destacadas
La distancia oficial para una competición de traineras es de tres millas náuticas, el equivalente a 5556 metros, siendo la distancia mínima tolerada de 5200 metros. La distancia entre balizas debe ser de 45 metros y la distancia mínima oficial entre el campo de regatas y la orilla debe ser de 22 metros. Las banderas de las balizas de una calle deben ser del mismo color, siendo la calle 1 de color blanco, la 2 rojo, la 3 verde y la 4 amarillo, mientras que se deben realizar cuatro largos y tres ciabogas.
Actualmente, el calendario consta de:
- «Descensos» (normalmente de un río o una ría), al principio de temporada (diciembre a marzo).
- A partir de mayo-junio comienzan las regatas que no están incluidas en las ligas.
- Las regatas de las ligas (Liga ACT, Liga ACT femenina, Liga ARC y Liga LNT) se realizan entre julio y septiembre.
- Campeonatos provinciales, autonómicos y el Campeonato de España de Traineras.

Entre todas ellas destacan las tres más antiguas del calendario: Bandera de Santander, Gran Premio del Nervión y la Bandera de la Concha. Estas tres regatas, debido a su ubicación (las tres capitales de provincia, Santander, Bilbao y San Sebastián), han sido históricamente las mejores y más famosas.
En Asturias y Galicia las regatas más importantes son la Bandera Príncipe de Asturias en Castropol, y la Bandera Conde de Fenosa y la Bandera Teresa Herrera en La Coruña. Anteriormente, en los 36 años comprendidos entre 1941 y 1976, se disputó en La Coruña la Copa de S. E. El Generalísimo.

### Competiciones
- Liga ACT
- Liga ARC
- Liga Noroeste de Traineras
- Campeonato de España de Traineras
- Bandera de La Concha
- Bandera de Santander
- Liga LGT